# Ток-Чуранский кантон
Ток-Чуранский кантон (Ток-Суранский кантон; баш. Туҡ-Соран кантоны) — кантон в составе Автономной Башкирской Советской Республики, существовал с ноября 1917 года по февраль 1923 года.
Административный центр — д. Старо-Гумерово.

## Географическое расположение
Ток-Чуранский кантон располагался на территории современных Александровского, Переволоцкого, Новосергиевского, Красногвардейского, Шарлыкского районов Оренбургской области, между реками Ток, Большой и Малый Уран.

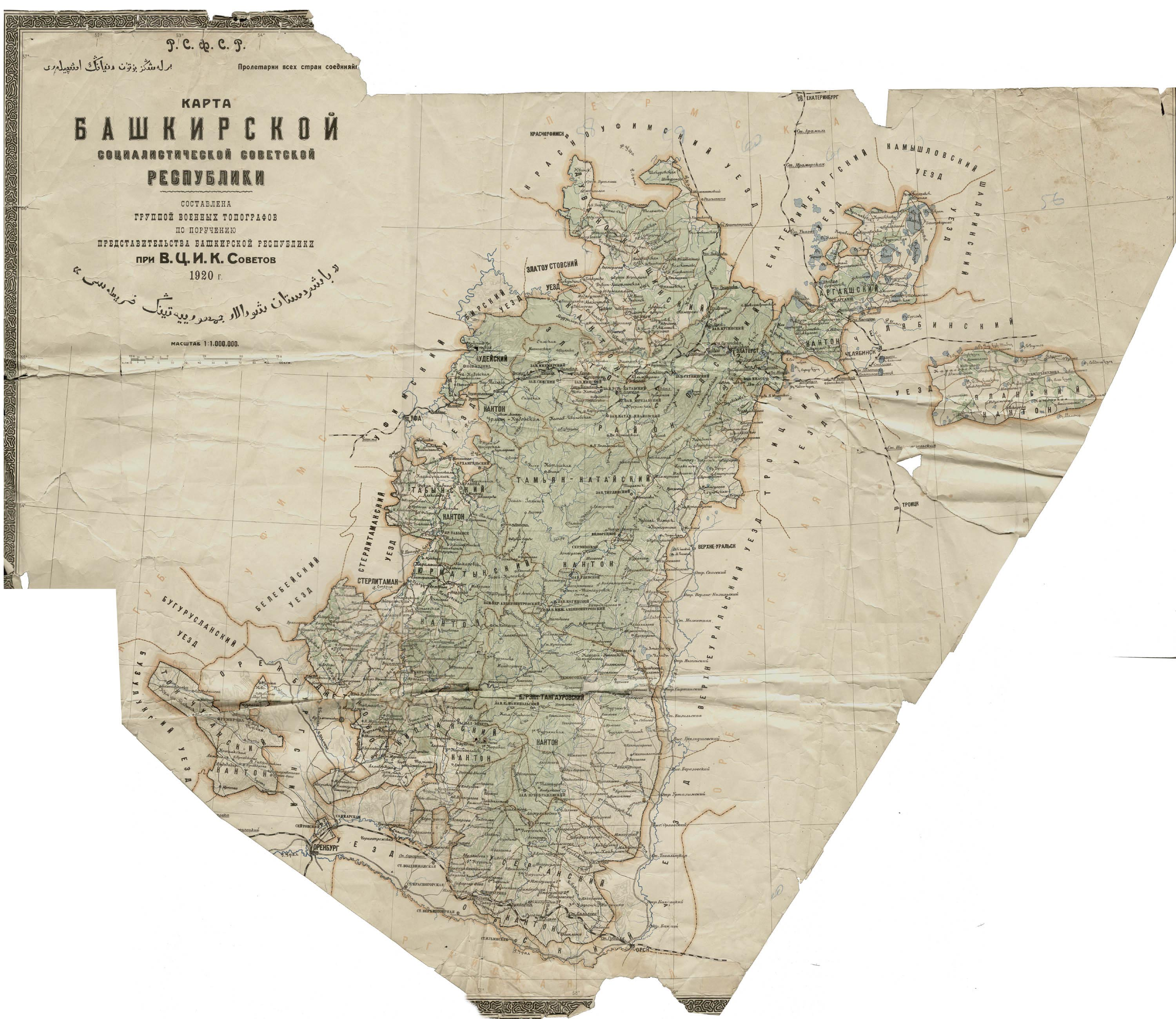
Карта АБСР в 1920 году

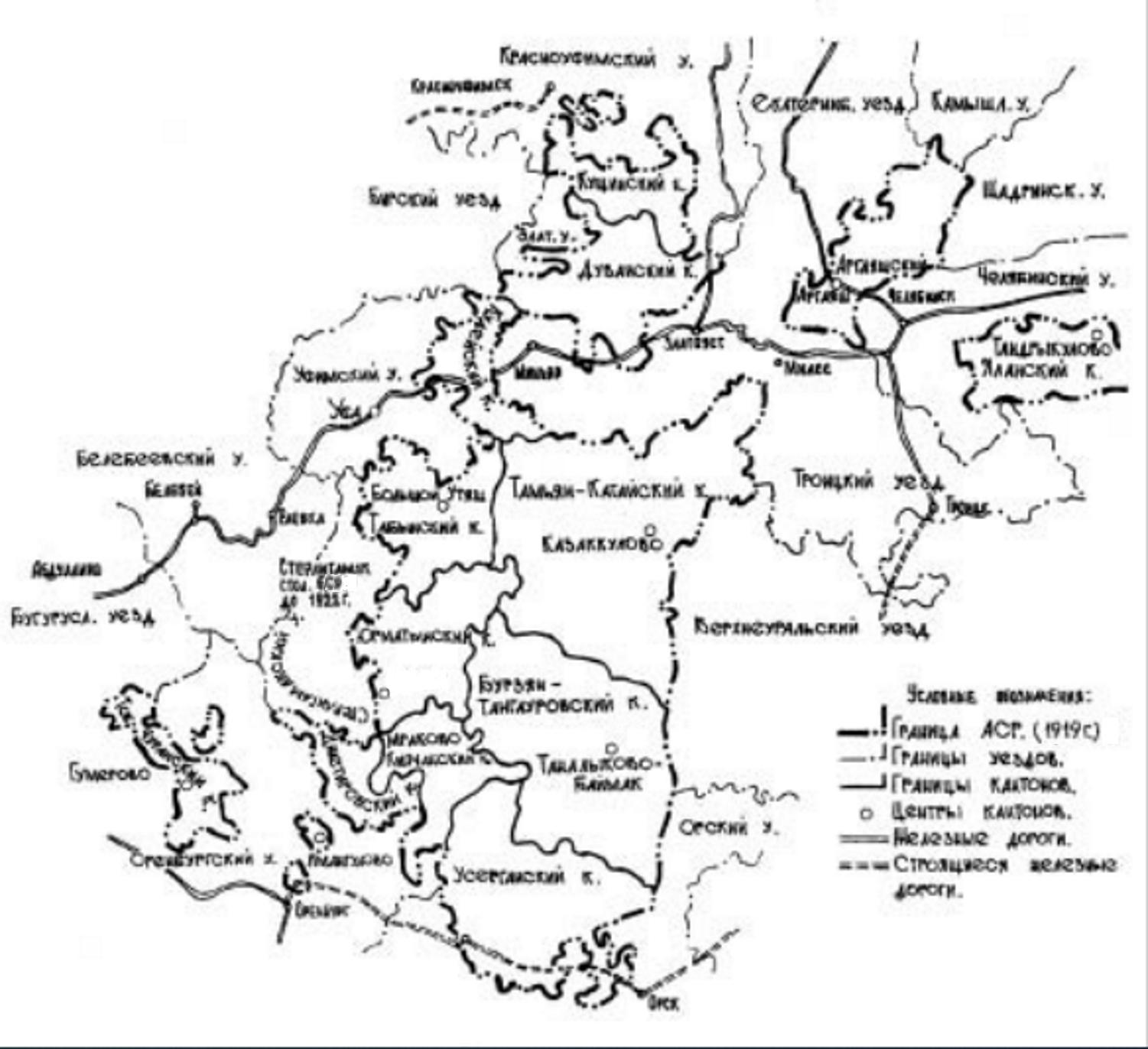
Ток-Чуранский кантон на карте Малой Башкирии в сентябре 1919 года

## История
В декабре 1917 года III Всебашкирский Учредительный курултай принял положение «Об автономном управлении Башкурдистана», согласно которой автономия состояла из девяти кантонов: Барын-Табынский, Бурзян-Тангауровский, Джитировский, Ичкин-Катайский, Кипчакский, Куваканский, Тамьянский, Ток-Чуранский и Усерганский. К началу 1919 года Башкурдистан состоял из 13 кантонов: Аргаяшский, Бурзян-Тангауровский, Джитировский, Дуванский, Кипчакский, Кудейский, Табынский, Кущинский, Тамьян-Катайский, Ток-Чуранский, Усерганский, Юрматынский и Яланский.
По «Соглашению центральной Советской власти с Башкирским правительством о советской автономии Башкирии» от 20 марта 1919 года территория республики состояла из 13 кантонов, в числе которых был и Ток-Чуранский кантон.
В составе Ток-Чуранского кантона находились Кипчакская, Ново-Башкирская и Токская волости Оренбургского уезда Оренбургской губернии и Юмран-Табынская волость Бузулукского уезда Самарской губернии. Кантон представлял собой анклав Башкирской республики, на западе и северо-западе граничил с Бузулукским уездом, а на юге, востоке и северо-востоке — с Оренбургским уездом.
По Постановлению ВЦИК от 3 октября 1921 года Люксембургская волость (выделенная из Кипчакской волости) была передана в состав Самарской губернии, а Уранская волость (выделенная из Юмран-Табынской волости) — в состав Оренбургской губернии.
С 5 октября 1922 года Ток-Чуранский кантон временно находился в административном ведении органов Стерлитамакского кантона.
10 февраля 1923 года Ток-Чуранский кантон упразднён, а его территория вошла в состав Белебеевского кантона.
Согласно Постановлению ВЦИК от 21 октября 1924 года Ток-Чуранская волость (бывший Ток-Чуранский кантон) Белебеевского кантона Башкирской АССР была включена в состав Киргизской АССР. Однако Постановлением ВЦИК от 24 октября 1927 года Ток-Чуранская волость Казахской АССР была передана в состав Оренбургской губернии.
Председателем кантона с 1917 года по конец 1920 года был Мухаметша Абдрахманович Бурангулов.